# Essenzialismo
L'essenzialismo è quella speculazione filosofica orientata alla ricerca dei principi essenziali, intesi come realtà prime e definitive degli oggetti di conoscenza.
Sono essenzialiste le filosofie di Suarez e Leibniz. Il primo concepì essenza ed esistenza rispettivamente come due modiː potenziale, ma comunque reale, e attuale dell'ente; il secondo teorizzò l'esistenza di infinite monadi-essenze e di infiniti mondi possibili oltre a quello attuale, posti da Dio in armonia prestabilita tra loro. Dunque, per questi due filosofi anche il possibile è reale, dotato di un'esistenza autonoma. Secondo san Tommaso d'Aquino, il possibile è nulla ed è una mera possibilità logica di essere pensato.

## L'essenzialismo nella scienza
La ricerca dell'essenza o della sostanza, che ha caratterizzato dapprima la filosofia naturalista dei filosofi presocratici, convinti che esistesse un principio primo da cui derivassero tutte le cose, si consolidò infine con la filosofia platonica ed aristotelica, nell'ambito di un contesto religioso-contemplativo:
(Platone, Fedro, 247 e)
Anche Aristotele, fondatore della logica razionale, in forma meno poetica fa dell'essenza l'oggetto di una contemplazione divina:
(Metafisica, XII, 7, 1072 b 9-30)
Questo atteggiamento, secondo Popper, avrebbe causato nella scienza «scolasticismo, misticismo e sfiducia nella ragione» fino a quando Galilei contestò questo modo d'intendere la conoscenza scientifica.

### Galileo Galilei
(Galileo Galilei)

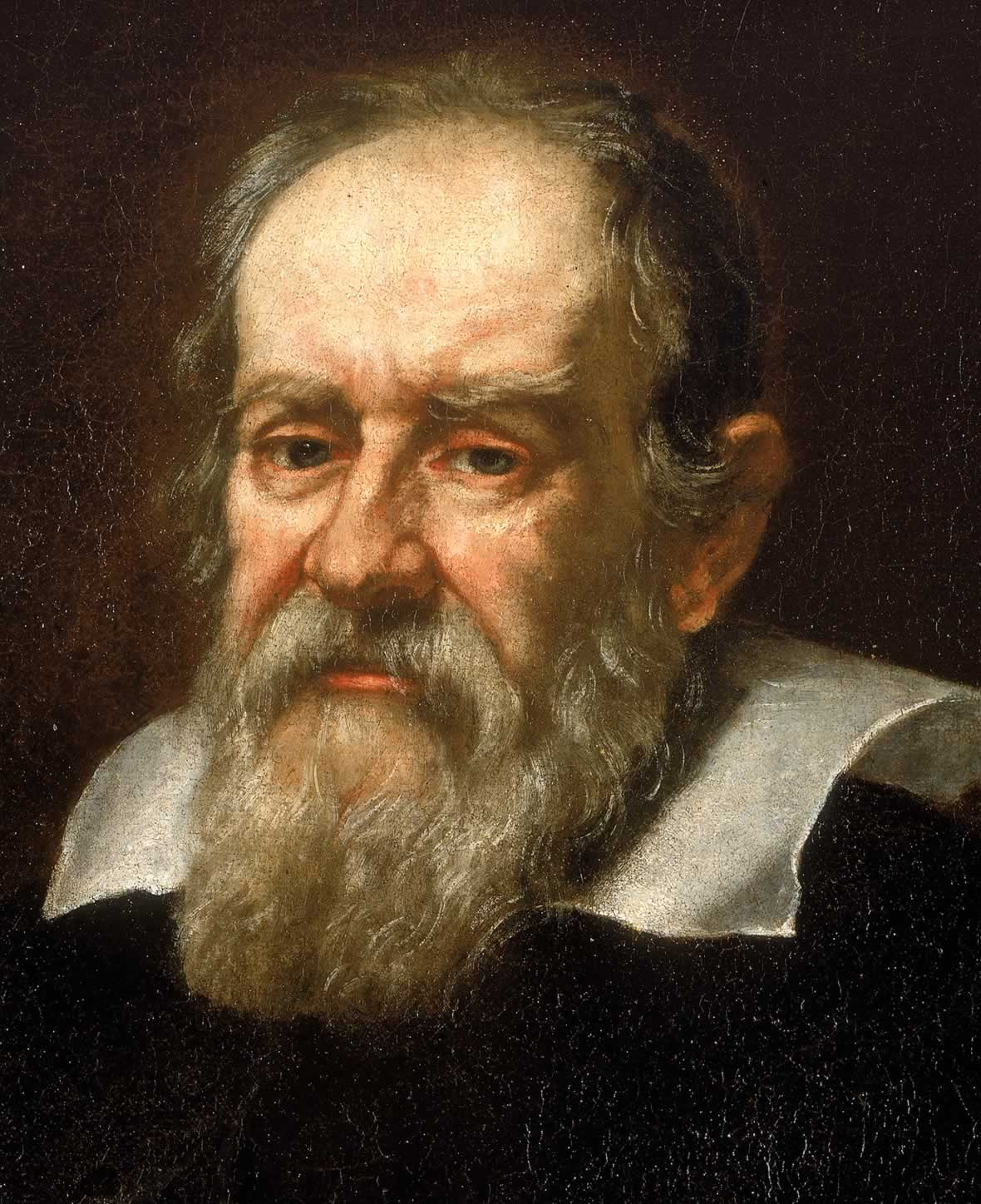
Galileo Galilei

Galilei criticò l'essenzialismo. Che cosa, si domanda Galilei, l'uomo nella sua ricerca vuole arrivare a conoscere? «O noi vogliamo specolando tentar di penetrar l'essenza vera ed intrinseca delle sustanze naturali; o noi vogliamo contentarci di venir in notizia d'alcune loro affezioni». Per conoscenza intendiamo arrivare a cogliere i principi primi dei fenomeni o come essi si sviluppano? Risponde Galilei:
La ricerca infatti dei principi primi essenziali comporta una serie infinita di domande poiché ogni risposta fa nascere una nuova domanda: se noi ci chiedessimo quale sia la sostanza delle nuvole, una prima risposta sarebbe che è il vapore acqueo ma poi dovremo chiederci che cos'è questo fenomeno e dovremo rispondere che è acqua, per chiederci subito dopo che cos'è l'acqua, rispondendo che è quel fluido che scorre nei fiumi ma questa «notizia dell'acqua» è soltanto «più vicina e dependente da più sensi», più ricca di informazioni particolari diverse, ma non ci porta certo la conoscenza della sostanza delle nuvole, della quale sappiamo esattamente quanto prima. Ma se invece vogliamo capire le «affezioni», le caratteristiche particolari dei corpi potremo conoscerle sia in quei corpi che sono da noi distanti, come le nuvole, sia in quelli più vicini, come l'acqua.

### La critica di Popper

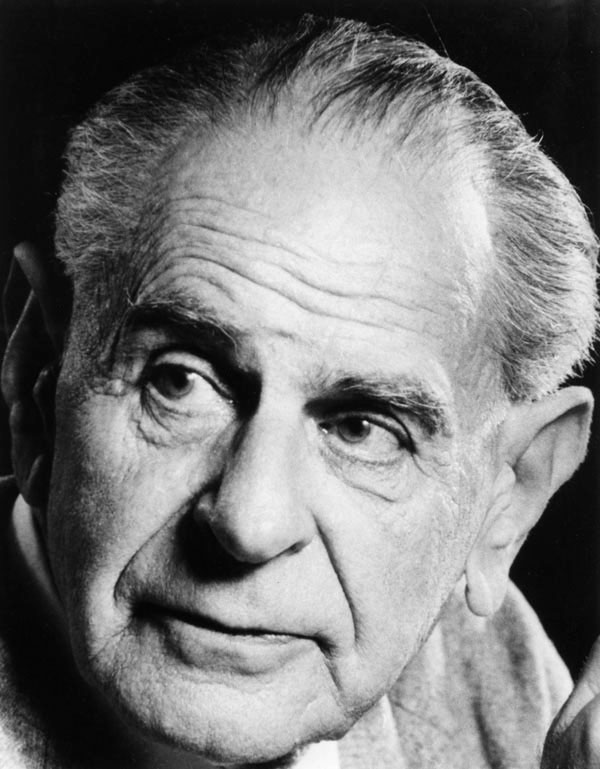
Karl Popper

Sebbene Popper non si pronunci sull'esistenza o meno delle essenze,
un aspetto negativo della permanenza nella storia della filosofia di quest'atteggiamento, consisterebbe secondo lo stesso Karl Popper nell'"essenzialismo metodologico", un metodo cioè che, sulla linea della concezione platonica, vorrebbe risolvere problemi scientifici riconducendoli ad un'unica e fondamentale spiegazione che non può essere ulteriormente spiegata, mentre invece «ogni spiegazione può venire ulteriormente chiarita mediante una teoria di universalità superiore.»
All'opposto è la soluzione degli strumentalisti, i quali cercano di evitare il problema negando che vi sia la necessità di spiegare i fenomeni scientifici in quanto essi hanno un carattere di strumento predittivo senza alcun valore esplicativo.
Vi è infine un "essenzialismo modificato", definizione ripresa da Popper, dove alligna una concezione animistica che fa credere di poter rispondere alla domande del tipo «che cos'è?», avanzando la tesi che in ogni singola cosa ci sia un principio intrinseco che la fa essere ed agire così com'è portando gli essenzialisti «(come Newton) a rifuggire dalle proprietà relazionali, come la gravità, e a credere...che una spiegazione soddisfacente debba essere formulata in termini di proprietà intrinseche (anziché di proprietà relazionali)»
Popper, per il quale la vita non ha un significato religioso ma consiste piuttosto nel perenne tentativo di risolvere problemi, contrappone all'essenzialismo il cosiddetto «nominalismo metodologico» sostituendo alla domanda «che cosa è?» il quesito «come accade che?».
Il nominalismo metodologico è l'opposto dell'essenzialismo, che si limita a descrivere le cose e gli eventi che noi sperimentiamo servendosi delle parole come strumenti contingenti poiché la scienza non dipende dalle definizioni ma dalla verità delle sue teorie: «Nella scienza tutti i termini che sono realmente necessari devono essere termini indefiniti.»

### L'essenzialismo nelle scienze sociali
Nell'ambito del pensiero scientifico moderno l'essenzialismo è stato abbandonato in quanto inadeguato; nel campo delle cosiddette scienze sociali è fonte ideologica di legittimazione delle disuguaglianze sociali, a causa della «credenza che le caratteristiche relative ad una determinata appartenenza sociale (il genere, la "razza", l'etnia, la classe sociale) si basino su qualità innate dell'individuo. Le teorie essenzialiste suggeriscono che le differenze tra i gruppi non siano dovute a fattori ambientali o sociali, ma si basino su caratteri interni all'individuo considerati stabili e immodificabili.».
Dario Antiseri, in controtendenza, trova nell'essenzialismo utili campi di applicazione: «La società muta, ma prima e dopo il mutamento noi dobbiamo essere capaci di dire ancora cosa sia il governo, cosa sia lo stato o la moneta. E ciò vuol dire cogliere l'essenza delle cose, delle istituzioni, dei fenomeni.»
Ancora più importante ai fini dei rapporti sociali è riuscire a definire l'essenza di concetti come "essere umano". Si potrebbe parlare dell'esistenza di un'essenza umana se tutti gli elementi culturali fossero ritenuti per comune accordo "accidentali", e ci si limitasse a una descrizione essenziale puramente biologica basata su aspetto fisico o codice genetico. D'altro canto, rifiutare l'esistenza d'una simile "essenza", cosa in sé non contraria alla logica, lascia aperta la possibilità di ritenere che alcuni esseri viventi "sembrino" umani (per esempio gli ebrei, o gli aborigeni australiani, o i portatori di handicap, o le donne, o...), ma che in realtà non siano tali ma si limitino a "sembrarlo", così come fu apertamente teorizzato dal pensiero nazista. Pertanto postulare un concetto di "natura umana" essenziale e non accidentale, è in questo caso necessario per motivi non solo epistemologici ma sociali e politici.
Sembrerebbe allora che l'analisi sociologica possa fare a meno di utilizzare nella sua ricerca lo stesso metodo sperimentale alla base della scienza: ma le cosiddette "essenze sociali" se sono osservabili lo sono «per l'effettivo lavoro dei sociologi i quali, al pari dei fisici o dei biologi, fanno progredire la loro disciplina» ipotizzando teorie che mettono alla prova utilizzando il criterio della falsificabilità, «primo requisito delle teorie scientifiche».
La credenza di una conoscenza essenzialistica dei fenomeni sociali deriva dal fatto che